# Arenaria balansae
Arenaria balansae är en nejlikväxtart som beskrevs av Pierre Edmond Boissier. Arenaria balansae ingår i släktet narvar, och familjen nejlikväxter. Inga underarter finns listade i Catalogue of Life.